# Kurt Tichy

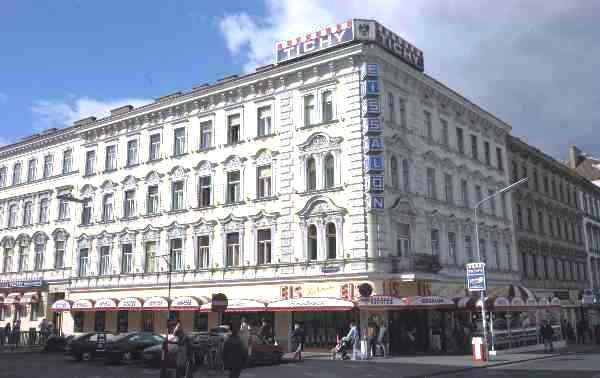
Eissalon Tichy

Kurt Tichy ([ˈtiçi]; * 17. August 1925 in Wien-Favoriten; † 20. Juni 1999 in Wien) war ein österreichischer Unternehmer und Speiseeiserzeuger.

## Leben

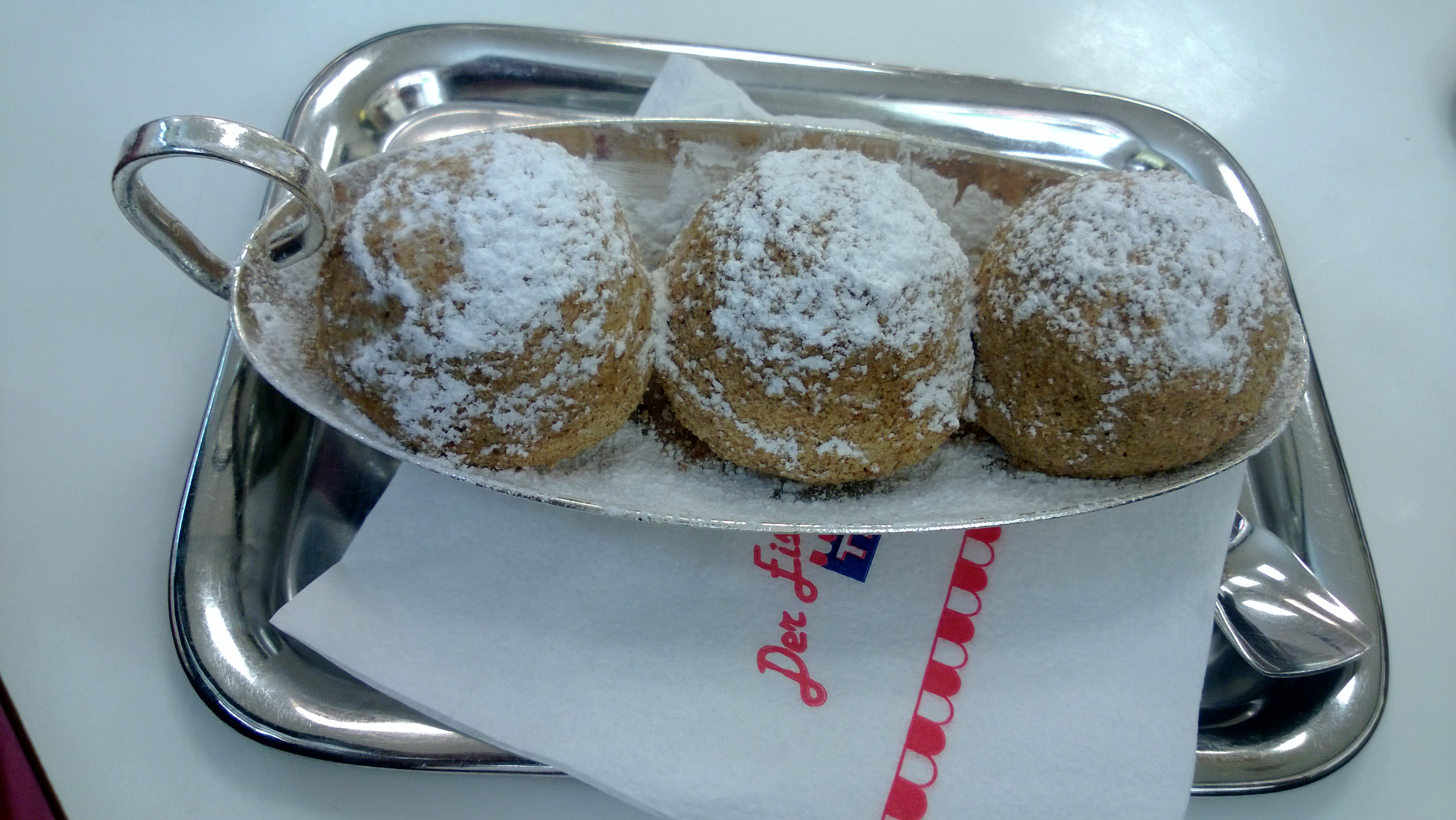
Eismarillenknödel

Kurt Tichy und seine Frau Marianne gründeten 1952 in einem Kellerlokal in Wien-Simmering ihren ersten Eissalon und verkauften ihre Produkte in den Schrebergärten. Er hatte als Soldat am Zweiten Weltkrieg teilgenommen und legte seine Meisterprüfung als Zuckerbäcker daher verspätet ab. Er belieferte die Schrebergärten mit einem Lastenfahrrad und experimentierte in Zeiten der Mangelwirtschaft mangels Kakao und Butter mit Erdbeeren.
1955 übersiedelte Kurt Tichy in seinen Heimatbezirk Favoriten und gründete dort den heute noch bestehenden Eissalon Tichy am Reumannplatz. Der Betrieb gilt seither als Institution im Bezirk und verzeichnet an heißen Sommertagen lange Warteschlangen bis zum Amalienbad.
1967 erfand er eine seiner bekanntesten Kreationen, die Eismarillenknödel, deren Herstellungsverfahren er im selben Jahr patentieren ließ (Patentnummer AT271164). Dabei handelt es sich um eine Kugel aus Aprikoseneis, umhüllt von einer Vanilleschicht und in Nusssplittern gewälzt. 1974 erhielt er das Recht, für seinen Betrieb das Österreichische Staatswappen zu führen, zwei Jahre darauf wurde ihm der Titel Kommerzialrat für seine unternehmerischen Leistungen verliehen. 
Der Eissalon betont handwerkliche Produktion („keine Fertigmischungen“); Pistazien werden selbst geröstet, verwendet werden u. a. Haselnüsse, frische Weichselkirschen und Mangos. Ein Leitspruch lautete: „Wenn nix drin ist, schmeckt’s nach nix.“ Zum gemischten Publikum zählen Stammkunden aller Generationen; die Belegschaft weist zu großen Teilen eine eigene Migrationsgeschichte auf.
Anlässlich des 100. Geburtstages von Kurt Tichy am 17. August 2025 wurde zugleich das 70-jährige Bestehen des Eissalons (seit 1955) hervorgehoben. Nach seinem Tod blieb der Betrieb in Familienhand; öffentlich äußerten sich u. a. sein Sohn Kurt Tichy II. und seine Enkelin Xenia Tichy zur Ausrichtung des Unternehmens und zum Standort am Reumannplatz.

## Ehrungen
- 1998: Bürgerurkunde der Stadt Wien (Bürger ehrenhalber der Stadt Wien)[2]
- 1999: Komtur des Ordens vom Heiligen Papst Silvester[3]
- 2004 wurde die Kurt-Tichy-Gasse in Oberlaa nach ihm benannt.